# Hans Dreher (Architekt)

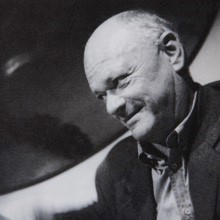
Hans Dreher, Stuttgart 1993

Hans Dreher (* 22. Februar 1931 in Bern; † 20. September 2021) war ein Schweizer Architekt und Hochschulprofessor.

## Leben
Hans Dreher wurde am 22. Februar 1931 in Bern als Sohn des Handelslehrers Hans Dreher und Elisabeth Irion (hugenottischer Abstammung) geboren. Dort besuchte er das Freie Gymnasium Bern. Im 16. Lebensjahr erfolgte der Umzug nach Zürich, wo sein Stiefvater Fritz Kobold den Lehrstuhl für Geodäsie an der ETH Zürich übernommen hatte. Nach der Matura am Freien Gymnasium Zürich studierte er Architektur an der Technischen Hochschule Karlsruhe, insbesondere bei den Dozenten Konrad Wachsmann und Egon Eiermann. 
Dreher war im Büro Eiermann tätig und arbeitete unter anderem am Wettbewerb zur Kaiser-Wilhelm-Gedächtniskirche. Der sachliche, sparsame Stil Eiermanns und dessen gekonnter Umgang mit Materialien, insbesondere Stahl, waren prägend für Hans Dreher. Während dieser Zeit entdeckte er auch das Werk von Le Corbusier in seiner Gesamtheit für sich; die Architektur, den Modulor, die Farben und das künstlerische Œuvre.
1958 folgte die Rückkehr nach Zürich und die Heirat mit der Architektin Marguerite Egger (* 26. Januar 1931), die ihren Abschluss an der ETH Zürich absolviert hatte. Es folgt die Familiengründung und Gründung des gemeinsamen Architekturbüros am Zeltweg, später an der Plattenstrasse 86 in Zürich. Seitdem war das Ehepaar Dreher als freie Architekten überwiegend im Industrie-, Gewerbe- und Wohnungsbau tätig. Von 1959 bis 1968 folgte die Lehrtätigkeit als Assistent von Paul Waltenspühl und Alberto Camenzind an der ETH Zürich. 1967 lernten Hans und Marguerite Dreher den griechischen Architekten Aris Konstantinidis kennen, der an der ETH Zürich als Gastprofessor arbeitete. Sie unternahmen viele gemeinsame Ausflüge und Reisen, und eine lebenslange Freundschaft entstand. Parallel zur Bürotätigkeit unterrichtete Hans Dreher drei Semester als Zeichnungslehrer an der Kantonsschule Romanshorn. Mit den Schülern unternahm er Studienreisen nach München zu Otto Steidle, Architekt, und Hans-Jürgen Syberberg, Filmregisseur, der diese Besuche in seinem Buch Freudlose Gesellschaft (Carl Hanser Verlag) beschreibt. Auch der Kontakt zum Architekturfotografen Klaus Kinold wurde wieder aufgefrischt.
Von 1984 bis 1996 war Dreher ordentlicher Professor für Grundlagen der Gestaltung für Architektur, Investitionsgüterdesign und Produktgestaltung an der Staatlichen Akademie der Bildenden Künste Stuttgart, wo er von Kollegen und Studierenden hoch geschätzt wurde. In Stuttgart begegnete er dem Maler, Künstler und Fotografen Anton Stankowski, der unweit der Akademie am Weissenhof sein Atelier und Wohnsitz hatte. In den Aufgabenstellungen an seine Studierenden standen immer anwendungsorientierte Themen im Fokus der Projekte: Geräte, Objekte und Räume. Der praktische Gebrauchsnutzen, die Proportions-Studien und die Anwendung von Materialien und Farben wurden an Modellen und Prototypen untersucht. Die Arbeit in den Werkstätten, die er über alles schätzte, war für ihn essentieller Bestandteil des Studiums. Einen rein akademisch-theoretischen Ansatz für eine Grundlehre lehnte er kategorisch ab. Für einige der Projektarbeiten organisierte er Ausstellungen innerhalb der Akademie, aber auch ausserhalb, so z. B.  „Nur die Zahmen bleiben im Rahmen“. Durch die Lehrtätigkeit in Stuttgart entstanden auch Möbelentwürfe.
Viel später, mit den Enkeln, entwickelte Hans Dreher Prototypen und Serien von gedrechselten Holztieren und Objekten, die als Serien herstellbar sind. Auch diverse «Tierprojekte» aus Kunststoff oder aus Fertigteilen entstanden.

## Bauten, Forschungsarbeiten, Wettbewerbe (Auswahl)
- 1959: Einfamilienhaus, Glarus

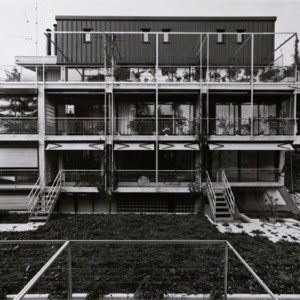
Überbauung Rebwiesstrasse, Zollikon

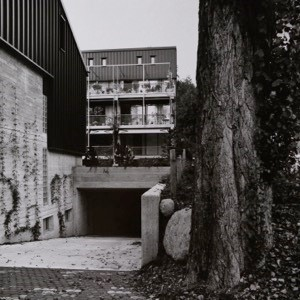
Überbauung Rebwiesstrasse, Zollikon

- 1969: Doppeleinfamilienhaus Tennmoos, Gockhausen
- 1970: Werkhalle für die Herstellung von Präzisionswerkzeugen, Nänikon.
- 1970: Wettbewerb Zürich Hauptbahnhof-Südwest, 1. Stufe mit Johanna Lohse
- 1972: Ferienhaus auf der Brach, Klosters
- 1975: Erhaltung von Wohnsubstanz – Pilotstudie Forschungsbereich d. Eidg. Forschungskommission Wohnungsbau Bern, Bundesamt für Wohnungswesen
- 1977: Wettbewerb Hauptbahnhof Zürich, 2. Stufe, Projekt «Meccano» mit Johanna Lohse
- 1980: Feuerwehrhaus, Zollikerberg
- 1986: Einfamilienhaus Umbau Erweiterung Schulhausstrasse, Zürich
- 1987–1988: GC-Clubhaus Tennis, Zürich
- 1988–1989: Wirtschaft im Wiesen Grund, Uetikon a. See
- 1989–2000: Auswahl diverser Bauten/Umbauten in Zürich
  - Umbau E, Küsnacht
  - Loft P-A Scherrer, Erlenbach ZH
  - Umbau Rothenstall in Teufen AR, 1. Phase
- 1996: Chirurgisches Ambulatorium, Winterthur

## Schriften und Bücher
- 1996: Übergänge.
- 1999: Stationen meines Lebens.
- 2009–2010: Auszüge aus den Skizzenbüchern Maloja.
- bis 2019: diverse Reisebücher.

## Bibliographie (Auswahl)
- 1969: Doppeleinfamilienhaus Tennmoos in Gockhausen. In: Werk, (Winterthur), 56, 12
- 1970: Werkhalle für die Herstellung von Präzisionswerkzeugen in Nänikon. In: Werk, (Winterthur), 57, 6
- 1970: Wettbewerb Zürich, Hauptbahnhof-Südwest, 1. Stufe, Bericht. Zürich, Schweizerische Bundesbahnen
- 1974: Heinz Jakubeit‚ Hans Dreher: Doppelhaus in Gockhausen bei Zürich. In: Neues Bauen in Kalksandstein, (München), 2
- 1974: Modern Eropean Architecture III. Glendale Kalifornien, Kaidib Films International (Diaserie), Migros Teufen
- 1974: Karl Richard Könnecke: Wunsch erfüllt – kein Firlefanz. In: Schöner Wohnen, (Hamburg), 7, Haus Uf Brach, Klosters, CH
- 1975: Erhaltung von Wohnsubstanz. Pilotstudie. Forschungsbericht der Eidgenössischen Forschungskommission Wohnungsbau. Bern, Bundesamt für Wohnungswesen
- 1975: Rainer Wolf: Häuser am Hang. Callwey Verlag, München (Haus Uf Brach, Klosters)
- 1977: Wettbewerb Zürich, Hauptbahnhof-Südwest, 2. Stufe, Bericht, Zürich, Schweizerische Bundesbahnen
- 1977: Florian F. Adler: Ungewöhnliche Bauten mit gewöhnlichen Materialien. In: Asbestzement-Revue (Stuttgart) 85, 1. (Haus Uf Brach, Klosters, CH)
- 1979: Karl Richard Könnecke: Bauern sind als Architekten unschlagbar. In: Schöner Wohnen, (Hamburg), November, 7/S. 192, (Häuser auf dem Rothenbühl in Teufen AR, Schweiz)
- 1979: Florian F. Adler: Häuser im Rothenbühl. In: Asbestzement-Revue (Stuttgart), 95
- 1981: Bernhard Wolgensinger: Häuser in den Bergen. Office du livre, Fribourg.
- 1982: Silvie Walther: Wohnhäuser an der Rebwiesstrasse. In: Das Ideale Heim (Zürich), April.
- 1982: Benedikt Loderer: Die hartnäckige Weigerung zur Dekoration. In: Aktuelles Bauen. (Zürich), November, S. 19. (Rebwiesstrasse Zollikon, CH)
- 1983: Architecture Suisse, Schweizer Architektur, Architettura Svizzera. Lfg. 59. Editions Anthony Krafft, Lausanne. (Rebwiesstrasse Zollikon, CH)
- 1984: Architecture Suisse, Schweizer Architektur, Architettura Svizzera. Lfg. 60. Editions Anthony Krafft, Lausanne. (Objekt Feuerwehrgerätelokal im Zollikerberg)
- 1985: Jean-Pierre Dumont: Façades de maisons individuelles. Edition Delta + Spes, Brüssel. (Objekt Haus Guyer Rothenbühl in Teufen AR, CH)
- 1986: Architektur in Zürich, 1980–1990. (Umbau und Erweiterung Villa Schulhausstrasse 26)
- 1988: Die Staatliche Akademie der Bildenden Künste Stuttgart: eine Selbstdarstellung. Hrsg.: Staatliche Akademie der Bildenden Künste Stuttgart. Red.: Bernd Rau. Stuttgart: Edition Cantz, 1988, ISBN 3-89322-005-4, S. 180–183 (Lehrgebiet: Allgemeine künstlerische Ausbildung – Umweltgestaltung)
- 1995: Die Staatliche Akademie der Bildenden Künste Stuttgart. Realisiert von Studierenden der Klasse Prof. Hans-Georg Pospischil. Illustrationen: Heinz Edelmann. Red.: Gabriele Merkes. Stuttgart: Staatliche Akademie der Bildenden Künste Stuttgart, 1995, S. 29 (Lehrgebiet: Grundlagen der Gestaltung / Architektur und Design)
- 2011: Schenkung Wolfgang Kermer: Bestandskatalog. Hrsg. von der Städtischen Galerie Neunkirchen. Neunkirchen 2011, ISBN 978-3-941715-07-3, S. 43 (Fotomontage, Dedikation an Wolfgang Kermer 1984)